# Pálffy István (főispán)
Gróf erdődi Pálffy István (Vöröskő vára, 1828. június 3. – Pozsony, 1910. július 27.) magyar főnemes, császári és királyi kamarás, helytartósági tanácsos, Pozsony várának örökös főkapitánya és Pozsony vármegye örökös főispánja, a magyar főrendiház tagja, Vöröskő örökös ura, valóságos belső titkos tanácsos, az Országos Erdészeti Egyesület alelnöke.

## Élete
Pálffy István gróf 1828 június 3-án született Vöröskő várában, Pozsony vármegyében a Pálffy család tagjaként, Pálffy Vince gróf és Csáky Apollónia grófnő hatodik gyermekeként. Középiskolai tanulmányait otthon és Pozsonyban végezte, majd 1846-ban jogi diplomát szerzett Pozsonyban. 1846 augusztusától 1848-ig Pozsony vármegye tiszteletbeli aljegyzője volt, majd a magyar belügyminisztérium miniszteri fogalmazója lett, de 1848 decemberében lemondott. A szabadságharc leverése után Vöröskő várába vonult vissza. Később apja kívánsága szerint az akkor Bécsben székelő legfőbb törvényszék magyar osztályán dolgozott, majd a magyar királyi helytartóság tanácsosa lett. 
1856-ban a törvényszék a Pálffy Pál nádor 1653-as végrendeletében alapított családi szeniorátusnak hitbizományi gondnokává nevezte ki, mely állását 43 évig töltötte be. Ebben az évben császári és királyi kamarás, valamint a magyar főrendiház tagja lett. 1857-ben Bars vármegye megyefőnöke lett, de 1859-ben lemondott és birtokaira vonult vissza. 1861-ben alapító tagja volt a Pozsony vármegyei gazdasági egyesületnek, melynek 1864-ben másodelnöke, 1871-től elnöke lett. 1865-ben a bazini választókerület országgyűlési képviselője lett, de 1866-ban családi okokra hivatkozva megvált mandátumától. 
1900 december 8-tól családi szenior volt. Ferenc József 1901. április 5-én mint a Pálffy grófi család legidősebb férfitagját és a pozsonyi várkapitánysági szeniorátus törvényes hitbizományi birtokosát pozsonyi grófinak és örökös várkapitánynak nevezte ki. 1902 decemberében valóságos belső titkos tanácsos lett. Védnöke volt a Pozsonyi művészeti társaságnak, elnöke a Pozsonyi közművelődési egyesületnek, a Pozsonyi szépítő-egyletnek, a Magyar földhitelintézet vidéki bizottságának, a Magyar Vöröskereszt Egyesület pozsonyi választmányának. 1910-ben halt meg Pozsonyban, szülőhelyén temették el.
1856-ban vette feleségül cserneki és tarkeői Dessewffy Matild grófnőt (1827–1908), Dessewffy Ferenc gróf (1798–1868) és Csáky Mária Alojzia grófnő (1799–1874) lányát. Három gyermekük született.
1913-ban avatták fel Pozsonyban Rigele Alajos által készített mellszobrát, ami a világháborút követően elpusztult.